# Aspronema
Aspronema – rodzaj jaszczurek z podrodziny Mabuyinae w rodzinie scynkowatych (Scincidae).

## Zasięg występowania
Rodzaj obejmuje gatunki występujące w Urugwaju, Paragwaju, Argentynie, Brazylii i Boliwii. 

## Systematyka

### Etymologia
Aspronema: gr. ασπρο aspro „biały kolor, biel”; νημα nēma, νηματος nēmatos „nić, wątek, przędza”.

### Podział systematyczny
Do rodzaju należą następujące gatunki: 
- Aspronema cochabambae
- Aspronema dorsivittatum